# Мур, Сара
Сара Джейн Мур (англ. Sara Jane Moore; род. 15 февраля 1930, в девичестве Кан (Kahn)) — женщина, покушавшаяся на президента США Джеральда Форда. Она была приговорена к пожизненному заключению, но после многих лет в тюрьме всё же освобождена. На президентов США до сих пор покушались только две женщины — Мур и Линетт Фромм, причём обе они избрали своей целью Форда и совершили свои неудачные попытки в Калифорнии с разницей во времени в три недели.

## Биография

### Ранние годы
Мур родилась в Чарльстоне, Западная Виргиния. Она была потомком немецких иммигрантов. Будучи пять раз разведена и имея четырёх детей, в 1975 женщина решила заняться политикой и обратилась к революции.
По словам друзей женщины, на Мур сильно повлияла история похищения Патрисии Хёрст. Она даже поступила на работу в благотворительную организацию People In Need, основанную  отцом Хёрст На момент покушения на президента Мур работала там и одновременно являлась информатором ФБР.
Изначально Мур придерживалась христианства, но затем стала практиковать иудаизм.

### Покушение на президента

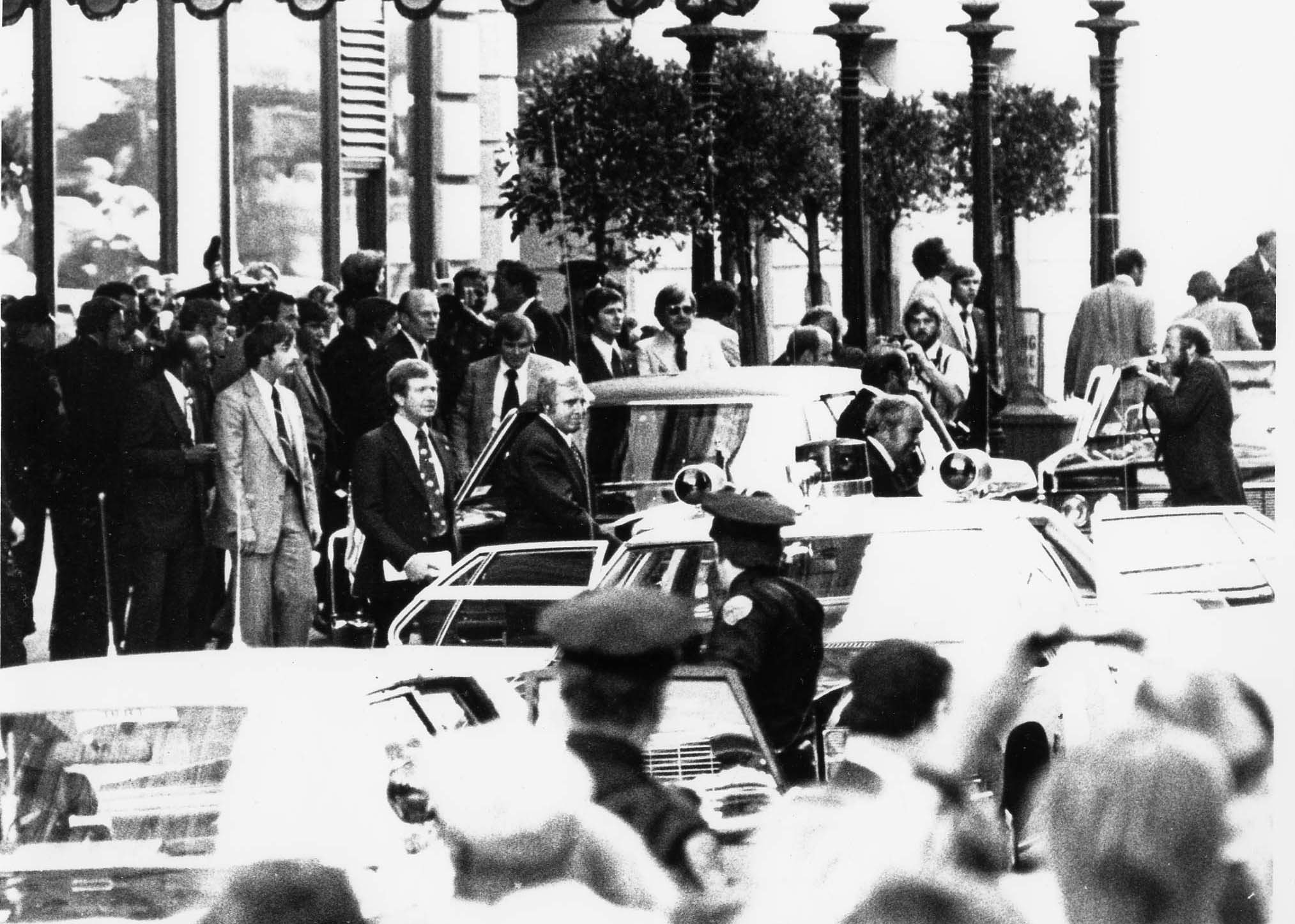
Сразу после покушения

В начале 1975 года Мур попала в поле зрение Секретной службы США, но была сочтена не представляющей угрозы для президента. Полиция обвинила её в незаконном хранении оружия и изъяла револьвер 44-го калибра и 113 патронов к нему, однако сама женщина была отпущена на свободу.
22 сентября 1975 года, всего через 17 дней после покушения Линетт Фромм (Lynette «Squeaky» Fromme), Мур совершила свою попытку. В этот момент она находилась всего в 40 футах от президента Форда, приехавшего в Сан-Франциско, и произвела в него один выстрел из револьвера 38-го калибра.
Мур находилась в толпе напротив гостиницы St. Francis Hotel. Она использовала оружие, приобретённое тем же утром взамен изъятого у неё полицией и не сумела правильно прицелиться из незнакомого револьвера, поэтому промахнулась. Мур попыталась выстрелить во второй раз, но Оливер Сиппл (англ. Oliver Sipple), бывший американский морской пехотинец, помешал ей, чем, возможно, спас президенту жизнь. Судья Сэмюэл Конти в 2010 году утверждал, что Мур не убила Форда только из-за того, что использовала непривычный для неё револьвер. Так или иначе, Сиппл повалил женщину на землю. При этом револьвер снова выстрелил. В результате стрельбы был ранен 42-летний таксист Джон Людвиг. Он выжил.
В разное время после покушения она то сожалела, что покушение не удалось, то заявляла, что не хотела никого убивать и сожалела о своей попытке, называя в качестве мотива политический радикализм.

### Суд и заключение
Мур признала себя виновной в попытке убийства президента и была приговорена к пожизненному заключению В своей речи на суде она сожалела, что не смогла достичь цели. В 1979 году Мур бежала из тюрьмы в Западной Виргинии, но была поймана спустя всего несколько часов После этого её перевели в тюрьму более строгого режима. Там она работала на производстве за $1.25 в час.
В интервью 2004 года бывший президент Форд описал Мур как «сумасшедшую» и заявил, что не снижал своей публичной активности после двух пережитых за короткий период покушений.
31 декабря 2007 года она была освобождена, отбыв в заключении 32 года.

### Поздние годы
Экс-президент Форд скончался 26 декабря 2006 в возрасте 93 лет, за один год и пять дней до освобождения Мур; его смерть не была связана с покушениями. Сара Мур заявила, что сожалеет о своей попытке убить президента, и что была «ослеплена радикальными взглядами». Мур была освобождена под надзор (так называемый пароль) согласно федеральному закону, который делает обязательным освобождение пожизненно заключённых, отбывших минимум тридцать лет в тюрьме.

## Образ в СМИ, литературе и искусстве
- 28 мая 2009 Мур появилась на канале NBC в программе NBC Today и рассказала о своей жизни[24]. Её неудачный побег 1979 года также обсуждался в программе[25].
- В мюзикле Assassins Мур появляется вместе с другими покушавшимися на американских президентов историческими лицами — Бутом, Чолгошем и прочими.
- В 2009 году вышла биография Мур «Целясь в президента» (англ. Taking Aim at the President) авторства Гери Шпилера, который переписывался с ней в течение 28 лет[26][27].